# Talipariti borneense
Talipariti borneense là một loài thực vật có hoa trong họ Cẩm quỳ. Loài này được (Airy Shaw) Fryxell mô tả khoa học đầu tiên năm 2001.